# Lago di Gusana
Lago di Gusana – zbiornik retencyjny położony we Włoszech w centralnej części Sardynii na terenie gminy Gavoi w prowincji Nuoro na terenach Parku Narodowego Gennargentu.
Jezioro zajmuje powierzchnię  2,52 km² przy maksymalnej głębokości wynoszącej 79,5 m i objętości 0,06025 km³. Lustro wody znajduje się 642,5 m n.p.m. Powierzchnia zlewni wynosi 252 km², przy maksymalnym punkcie położonym 1828 m n.p.m.
Zbiornik powstał pomiędzy 1959 a 1961 w wyniku spiętrzenia rzeki Rio Gusana.

## Fauna
Ryby zamieszkujące wody jeziora to m.in.: okoń pospolity, pstrąg potokowy, pstrąg tęczowy, Salmo cettii z rodzaju Salmo czy lin.